# Ассоциация латышей Америки
Ассоциация латышей Америки (англ. American Latvian Association сокр. ALA) — это центральная организация латышей в изгнании, которая была создана 24 февраля 1951 года в Соединенных Штатах Америки, до сих пор самая крупная эмигрантская латышская организация. В неё входят 160 различных латышских организаций — общественных, церковных, культурных и других, которые объединяют в общей сложности почти 6000 членов по всей территории США, представляющих 100-тысячное латышское население. ALA является некоммерческой неправительственной организацией. В 1955 году стала учредителем Всемирной ассоциации свободных латышей.

## История
Инициатором концепции объединения американских латышей был посол Латвии в США (1948—1953) Юлий Фелдманис.
15 апреля 1950 года 79 представителей ряда основных центров латвийской диаспоры в США (Нью-Йорк, Чикаго, Бостон, Филадельфия, Вашингтон, округ Колумбия, Детройт и др.) встретились впервые, чтобы обсудить эту идею. Они решили: (1) создать общенациональную латышскую организацию в США; (2) определить общие цели организации; и (3) разработать её базовую структуру организации. Был создан организационный комитет для разработки устава и подготовки съезда для официального учреждения ALA. Ю.Фелдманис неоднократно заявлял, что главной целью объединения будет борьба за свободу Латвии.
115 делегатов приняли участие в учредительном съезде в Вашингтоне 24 февраля 1951 года. Они представляли местные латышские организации и церкви в США, в общей сложности 11 260 человек. Юлий Фелдманис руководил конгрессом, председателем ALA был избран Петерис Леиньш. Конгресс направил телеграмму правительству США.

## Задачи
Целями ALA являются:
- Поддерживать и объединять латышское общество в США.
- Защищать интересы латвийского государства и латышского народа в США.
- Сохранить латышский язык и поощрять культурные инициативы.
- Обеспечить школьные программы, учебники и семинары для учителей, чтобы способствовать освоению латышского языка, истории и культуры.
- Помочь иммигрантам-новичкам из Латвии понять законы США и нормы общества.
- Оказывать гуманитарную помощь нуждающимся в Латвии.
- Поддерживать усилия Латвийского государства быть демократическим, правовым и безопасным государством.

## Руководство
В настоящее время (2020 г.) председателем ALA является Петерис Блумбергс.